# Patachich Ádám

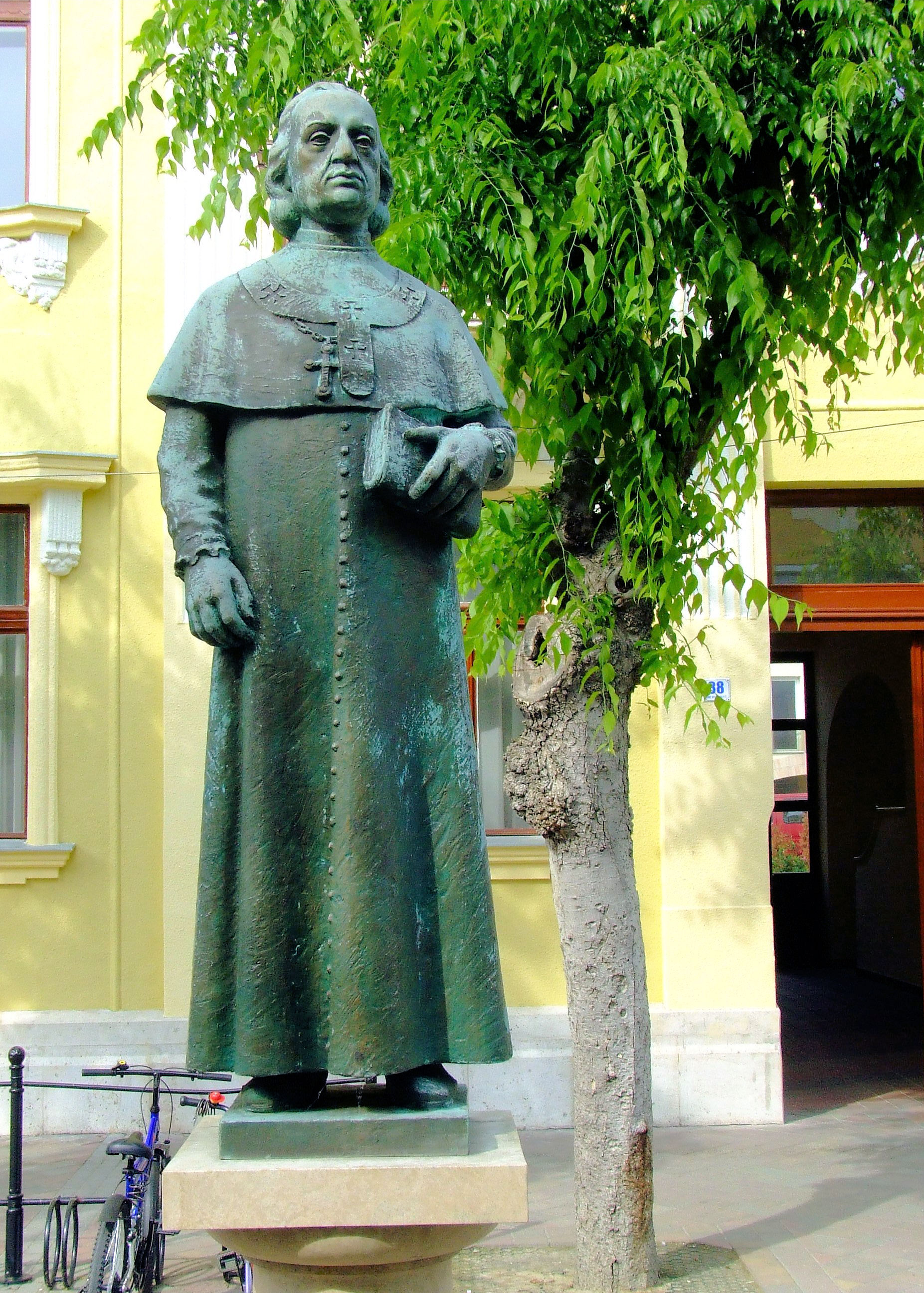
Patachich Ádám kalocsai érsek szobra
Bocskai Vince alkotása
felállítva 2000-ben

Zajezdai báró (báró 1735-től) Patachich Ádám Sándor (Hrenetics, Károlyváros mellett, 1716. február 18. – Kalocsa, 1784. július 19.) kalocsa-bácsi (röviden kalocsai) érsek.

## Életútja
Patachich Miklós horvát nemes, és a család másik ágából származó Patachich Prudenciána fia, Patachich Gábor kalocsai érsek másod-unokaöccse. Alsóbb tanulmányait Zágrábban, Grazban, a filozófiát Bécsben végezte. Ugyanott VI. Károly császárról írt traktátusát a korban szokatlan módon elnök nélkül vitatták meg, az uralkodó arany nyaklánccal tisztelte meg. Bécsből Rómába küldték a Collegium Germanicum et Hungaricumba, ahová 1735. november 6-án érkezett meg, és 1739. május 11-én távozott, teológiai doktorként. Pappá 1738. december 20-án szentelték, a Lateráni bazilikában. Mint ügyes költőt még római tartózkodása alatt, 1739-ben vették fel az Árkádia társaságba, Sirasius Acrotophorius névvel.
Visszatért hazájába, és a családja birtokát képező Verbovecen plébános lett. 1740-ben ábrahámi apát, 1741-től 1760-ig zágrábi kanonok, 1743-ban kaposfői prépost, 1751-ben novi választott püspök és kancelláriai tanácsos lett. 1759. augusztus 29-től váradi püspök és Bihar vármegye örökös főispánja. A pápa 1760. január 28-án erősítette meg, püspökké régi barátja, Migazzi Kristóf szentelte. Ő építtette a nagyváradi püspöki palotát. Pártfogolta a művészeteket, különösen a zenét. Zenekart szervezett, amelynek vezetésére Michael Haydnt kérte föl.
1776. március 8-ával nevezte ki Mária Terézia kalocsai érsekké. Pápai megerősítést szeptember 16-án nyert. 1777-ben a budai egyetem királyi tanácsának elnökévé nevezte ki, ekkortól ő tekinthető a magyarországi oktatásügy egyik irányítójának. Mivel ő emiatt sokat volt távol székvárosától, a Főegyházmegyét jórészt segédpüspöke, Palma Károly Ferenc irányította. 10 plébánia alapítását kapcsoljuk össze Patachich nevével. Nagy érdemei vannak a kalocsai érseki palota építtetésében. 1782-ben saját jeles 17.000 kötetes könyvgyűjteményét egyesítette a jóval kisebb káptalani gyűjteménnyel, s ezzel megvetette alapjait a Kalocsai Főszékesegyházi Könyvtárnak.

## Emlékezete
Az érseki palotában az 1780-ban elkészült Patachich-terem őrzi emlékezetét. Tiszteletére 2000-ben állítottak szobrot Kalocsán. A szobor Bocskai Vince erdélyi magyar szobrász alkotása.
2020-ban visszakerült a nagyváradi püspöki palota homlokzatára az 1968-ban eltávolított Patachich-címer.

## Művei
- Divi Ladislai Hungariae regis panegyricus, coram antiquissima ac celeberrima universitate Viennensi dictus; dum in metropolitana D. Stephani proto-martyris basilica incl. natio hungarica, ejusdem sancti tutelaris sui annuam memoriam recoleret. Viennae, 1734
- Divus Stephanus primus Hungariae rex, coronatus apostolus, principum christianorum corona, dum equestris sancti Stephani ordo quam august. ...Maria Theresia recens instituit, primam sub ipsis regni Hungariae comitiis patroni sui ageret solennitatem in insigni collegiata S. Martini ecclesia panegyrica dictione celebratus Posonii 20 augusti 1764. Posonii
- Nos Adamus, Dei & Apost. sedis gratia episcopus M. Varadiensis etc. omnibus dioeceseos nostrae parochiae salutem in Domino sempiternam. Ad gratiosum S. Exc. episcop. mandatum Ladisl. Dobay. Hely n., 1772 (pásztorlevél)
- Homilia, quam habuit Colocae die 17. Nov. anno 1776. cum ecclesiam eandem metropolitanam primo accessit et auctum archicapitulum suum ac seminarium traditis super dote perpetua literis stabilivit. Colocae, 1776
- Allocutio Quam A. e lib. baronibus P. de Zajezda, metropolit. Colocensis, & Bachiensis ecclesiarum archi-episcopus ad regiae academiae Budensis adolescentes habuit dum eosdem ad recens erectam eandem academiam introduceret anno 1777. Budae
- Rede an die adeliche Jugend, da diese... in die neu errichtete Erziehungsstiftung eingeführet worden, den 13. November im Jahr 1777. Uo.
- Eucharisticon magnae Mariae Theresiae aug. romanorum imperatrici viduae apost. Hungariae regiae dum secundis regni vicennalibus rem Hungariae literariam, universitatem Budensem regiam nobilium academiam Theresianam VII. Kal Jul. constabiliret diplomatisque firmaret. Uo. 1780 (Ugyanez Bretschneider H. E. által németre ford. Német szöveggel külön; úgyszintén külön latin és német szöveggel. Uo. 1780)
- Carmen quo Mariae Theresiae Augustae Romanorum imperatricis Hungariae reginae apostolicae secunda vicennalia cecinit Syracusius Acrotophorius. Uo. 1780
- Hála-adó beszéd, melly nagy Mária Theresiának, midőn országának 40. esztendejében Magyarország tudományait Budán lévő tudományok mindennességét kir. Teresiai nemeseknek gyülekezetét Sz. Jakab havának 25. napján állatná és függő pecsétes levelekkel erősítené, mondattatott a Zajezdai szab. urak közűl való P. Á. ő excellentiájától. Mellyet deákból magyar nyelvre fordított Mair József. Nagy-Várad, 1780
- Libertas necessitati adstricta, sive contractuum a voluntate in necessitatem desinentium materia in capite ordinate digesta, quam... in universitate Viennensi publice discutiendam proposuit... praeside Adamo- Josepho Greneck-Viennae, év. n.

### Kéziratai
Analecta poetica, ívrét kötet, Homilia 1776. ívrét 10 lap; Giulii Aegidii Mariae S. J., Tractatus Canonisticus de Testamentis et Successione ab intestato, cui accessit Dissertatio de Matrimonii tam ab Haereticis inter se quam a Catholicis cum haereticus in Hollandia celebratis... 1738 et 1739